# Les Rouies
Les Rouies sont un sommet du massif des Écrins qui culmine à 3 589 mètres d'altitude. Il se situe sur la ligne de crête séparant les départements français de l'Isère et des Hautes-Alpes, respectivement entre les vallées du Vénéon (Oisans) et de la Séveraisse (Valgaudemar).